# Ломниця (притока Теплої)
Ломніца (словац. Lomnica) — річка в Словаччині, права притока Топлі, протікає в окрузі Вранов-над-Теплою.
Довжина — 16 км. Витік знаходиться в масиві Солоні гори — на висоті 650 метрів. Протікає територією сіл Юскова Воля; Вехець і міста Вранов-над-Теплою.
Впадає у Топлю на висоті 127.5 метра.